# Korpijärvi (sjö i Södra Karelen, Finland)
Korpijärvi är en sjö i Finland. på gränsen till Ryssland. Den finländska delen ligger i kommunen Parikkala i landskapet Södra Karelen, i den sydöstra delen av landet, 300 km nordost om huvudstaden Helsingfors. Korpijärvi ligger 100,5 meter över havet. Den är 9,01 meter djup. Arean är 1,88 kvadratkilometer och strandlinjen är 10,49 kilometer lång. Sjön  ingår i Vuoksens huvudavrinningsområde.   I omgivningarna runt Korpijärvi växer i huvudsak blandskog.
I övrigt finns följande i Korpijärvi:
- Suursaari (en ö)
- Ruohikkosaari (en ö)
- Lokanluoto (en ö)